# Cierva CR.LTH-1
Cierva CR.LTH-1 (později označován i jako Cierva CR-Twin nebo Cierva Grasshopper III) byl britský pětisedadlový vrtulník, který uskutečnil první let v roce 1969. Na vývoji se podílely dvě společnosti, Cierva Autogiro Company a Rotorcraft Ltd (posléze dceřiná firma Ciervy).

## Vývoj a konstrukce
Vrtulník Cierva CR.LTH-1 s koaxiální koncepcí (dva hlavní rotory nad sebou) vycházel ze stroje Rotorcraft Grasshopper z roku 1962, rovněž s koaxiálním uspořádáním rotorové soustavy. Právě tu od něj převzal. Aerodynamický trup byl nově vyvinut.
13. srpna 1969 uskutečnila první vzlet helikoptéra s imatrikulací G-AWRP (GB-1), do konce roku následoval druhý prototyp G-AXFM (GB-2) a třetí stroj G-AZAU (GB-3) v polovině roku 1971. Uvažovalo se o sériové produkci, ale vývoj byl zastaven pro nedostatečné finanční krytí. První dva prototypy byly vybaveny motory Continental O-300, pozdější třetí dostal motory Continental IO-360-D s výkonem 210 hp. První prototyp (G-AWRP) je možno nalézt v britském vrtulníkovém muzeu ve Weston-super-Mare.

## Verze vrtulníku
- CR.LTH-1 – prototypy, postaveny 3 kusy (G-AWRP, G-AXFM, G-AZAU)
- CR.420 – plánovaná sériová varianta s motorem Continental TSIO-360-A (210 hp), vyrobeno 0 ks
- CR.640 – plánovaná sériová varianta s motorem Continental Tiara T6-320 (320 hp), vyrobeno 0 ks

## Technické údaje
Data z publikace Jane's All The World's Aircraft 1971-72.
- Pohon: 2× Continental IO-360-D; 210 hp každý (G-AZAU)
- Délka: 8,58 m
- Výška: 3,02 m
- Průměr rotoru: 2× 10,06 m
- Prázdná hmotnost: 858 kg
- Vzletová hmotnost: 1 439 kg
- Posádka: 1 pilot
- Místa pro cestující: 4

## Výkony
- Maximální rychlost: 209 km/h
- Cestovní rychlost: 193 km/h
- Dolet: 804 km
- Dostup: 6 100+ m
- Stoupavost: 7,1 m/s